# Mega Duck
 (mars 2024).
Si vous disposez d'ouvrages ou d'articles de référence ou si vous connaissez des sites web de qualité traitant du thème abordé ici, merci de compléter l'article en donnant les références utiles à sa vérifiabilité et en les liant à la section « Notes et références ».

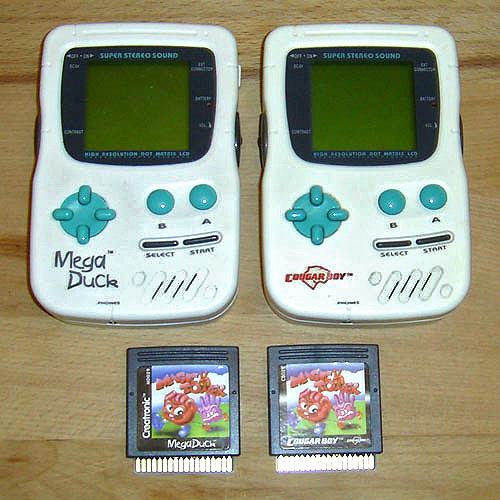
La Mega Duck et la Cougar Boy ainsi que des jeux identiques pour les deux systèmes.

La Mega Duck (aussi connu sous le nom Cougar Boy) est une console portable créée par plusieurs compagnies (Creatonic, Videojet et Timlex). Elle est apparue sur le marché du jeu vidéo en 1993 et était vendue à un prix d'environ 60€ (principalement en France, aux Pays-Bas et en Allemagne). En Amérique du Sud (principalement au Brésil), la version Creatonic développée en Chine était distribuée par Cougar USA et portait le nom Cougar Boy.
Les cartouches sont assez semblables à celles de la Watara Supervision, bien qu'elles soient légèrement moins large que ces dernières (36 fiches pour la Mega Duck contre 40 pour la Supervision). L'électronique des deux consoles est elle aussi tout à fait similaire. L'emplacement des contrôles de volume sonore et du contraste, ainsi que les boutons et connecteurs est quasi identique. Cependant, l'écran de la Supervision est plus large que celui de la Megaduck.
La Cougar Boy était vendue avec une cartouche de jeu 4-en-1 et des écouteurs stéréo. Aussi, deux joueurs pouvaient jouer simultanément l'un contre l'autre à l'aide d'un joystick externe (vendu séparément de la console).

## Spécifications techniques
- Processeur : Z80 (intégré en VLSI)
- Fréquence : 4,194 304 MHz (= 222 Hz)
- RAM : 16 Kb en deux puces de 8Kb (Goldstar GM76C88LFW)
- Écran LCD : 2,7" Dimensions : 48 mm (hauteur) x 51 mm (largeur). Résolution : 160×144 à 59,732 155 Hz
- Niveau de gris : 4 niveaux de bleu foncé sur fond vert
- Contrôles de jeu : 4 touches directionnelles, et des boutons A, B, Select et Start
- Autres contrôles : Bouton On/Off, régulateurs de contraste et de volume sonore
- Son : Haut-parleur intégré (8Ω 200 mW) et sortie stéréo pour casque audio
- Dimensions : 155 mm (hauteur), 97 mm (largeur), 32 mm (épaisseur)
- Poids : 249 g (sans les piles)
- Alimentation : 4 piles AA ou un adaptateur AC 6VDC/300mA
- Consommation : 700 mW
- Autonomie : 15 heures avec un set de 4 piles
- Extension d'interface : Câble link pour jeu à deux, ou joystick externe

## Liste des jeux disponibles
- 001 : The Brick Wall
- 002 : Street Rider
- 003 : Bomb Disposer
- 004 : Vex
- 005 : Suleiman's Treasure
- 006 : Arctic Zone
- 007 : Magic Maze
- 008 : Puppet Knight
- 009 : Trap and Turn
- 010 : Pile Wonder
- 011 : Captain Knick Knack
- 013 : Black Forest tale
- 014 : Armoured Force
- 018 : Snake Roy
- 019 : Railway
- 021 : Beast Fighter
- 026 : Ant Soldiers
- 028 : 2nd Space
- 029 : Magic Tower
- 030 : Worm Visitor
- 035a : Electron World
- 035b : Dice Block
- 035c : Trouble Zone
- 035d : Virus Attack
- 036 : Five in one
- 037 : Zipball